# Condado de Roane (Virgínia Ocidental)
O Condado de Roane é um dos 55 condados do estado norte-americano da Virgínia Ocidental. A sede do condado é Spencer, que é também a sua maior cidade. O condado tem uma área de 1254 km² (dos quais 0 km² estão cobertos por água), uma população de 15 446 habitantes, e uma densidade populacional de 12 hab/km² (segundo o censo nacional de 2000). O condado foi fundado em 1856 e recebeu o seu nome em homenagem a Spencer Roane (1762-1822), que foi juiz do Supremo Tribunal da Virgínia.